# Чжэньюань-И-Хани-Лахуский автономный уезд
Чжэньюань-И-Хани-Лахуский автономный уезд (кит. упр. 镇沅彝族哈尼族拉祜族自治县, пиньинь Zhènyuán Yízú Hānízú Lāhùzú zìzhìxiàn) — автономный уезд городского округа Пуэр провинции Юньнань (КНР).

## История
Во времена империи Цин в рамках политики по интеграции национальных меньшинств в общеимперскую структуру в 1727 году была создана Чжэньюаньская управа (镇沅府), а в месте размещения её властей был образован уезд Эньлэ (恩乐县). В 1770 году управа была понижена в статусе, став Чжэньюаньской непосредственно управляемой областью (镇沅直隶州). В 1840 году был расформирован уезд Эньлэ, а область была понижена в статусе, став Чжэньюаньским непосредственно управляемым комиссариатом (镇源直隶厅). После Синьхайской революции в Китае была проведена реформа структуры административного деления, в ходе которой комиссариаты были упразднены, и поэтому в 1913 году Чжэньюаньский непосредственно управляемый комиссариат был преобразован в уезд Чжэньюань (镇源县). 
После вхождения провинции Юньнань в состав КНР в 1950 году был образован Специальный район Нинъэр (宁洱专区), и уезд вошёл в его состав.
Постановлением Госсовета КНР от 2 апреля 1951 года Специальный район Нинъэр был переименован в Специальный район Пуэр (普洱专区).
Постановлением Госсовета КНР от 28 марта 1953 года Специальный район Пуэр был переименован в Специальный район Сымао (思茅专区).
Постановлением Госсовета КНР от 19 октября 1957 года Специальный район Сымао был расформирован, а входившие в его состав административные единицы перешли в состав Сишуанбаньна-Дайского автономного округа. 
Постановлением Госсовета КНР от 13 сентября 1960 года уезд Чжэньюань был расформирован, а его земли были распределены между уездами Цзиндун, Цзингу, Моцзян и Синьпин. Постановлением Госсовета КНР от 27 марта 1962 года уезд Чжэньюань был воссоздан в объёме тех земель, что были отданы в состав уездов Цзиндун и Цзингу. 
Постановлением Госсовета КНР от 18 августа 1964 года был воссоздан Специальный район Сымао, и уезд Чжэньюань вернулся в его состав.
В 1970 году Специальный район Сымао был переименован в Округ Сымао (思茅地区).
Постановлением Госсовета КНР от 3 февраля 1990 года уезд Чжэньюань был преобразован в Чжэньюань-И-Хани-Лахуский автономный уезд.
Постановлением Госсовета КНР от 30 октября 2003 года округ Сымао был преобразован в городской округ.
Постановлением Госсовета КНР от 21 января 2007 года городской округ Сымао был переименован в городской округ Пуэр.

## Административное деление
Автономный уезд делится на 9 посёлков и 13 волость.